# Peugeot 204
El Peugeot 204 es un automóvil de turismo del segmento C producido por el fabricante francés Peugeot entre 1965 y 1983. Era conocido durante su desarrollo como Proyecto D12, estuvo disponible en varias carrocerías diferentes incluyendo sedán, cabriolet, cupé, familiar y furgoneta. Apareció en París el 23 de abril de 1965 y se convirtió en el coche más vendido de Francia entre 1969 y 1971. Era de tracción delantera con un motor de gasolina de 1130 cc o un motor diésel de 1357 cc. También fue el primer Peugeot equipado con frenos de disco. Se vendieron un total de 1 604 296 unidades.

## Diseño y tren de rodaje
Los motores del 204 eran de aluminio montados transversalmente, por la cual incrementó el espacio de pasajeros disponibles en una distancia entre ejes dado: el 204 fue la primera producción de Peugeot que cuenta con este formato que más tarde se convertiría en normal para autos Peugeot pequeños y medianos de pasajeros. El motor tenía un diseño característico; la caja de cambios y el diferencial se encuentran directamente por debajo del bloque del motor, la misma solución que British Motor Corporation llevaba años empleando en el Mini y sus derivados, con la particularidad de que en este caso el ventilador está colocado longitudinalmente -aunque es accionado por el propio motor mediante reenvíos-. Este diseño ayudó a Peugeot producir su primer coche de tracción delantera.
También fueron los primeros de la familia Peugeot en estar equipados con frenos de disco, aunque solamente en las ruedas delanteras.
El coche demostró tener un buen manejo, rendimiento decente y una excelente economía de combustible.

## La carrocería
En el otoño de 1969 se vio el lanzamiento  del Peugeot 304, que era esencialmente un 204 con un motor ligeramente más grande, un frontal rediseñado y, en el caso de la versión sedán, un aumento sustancial de voladizo trasero que da lugar a más espacio para el equipaje. La gama 204 fue correspondientemente pulida: los 204 cupé y cabriolé recibieron el panel de instrumentos del nuevo 304 en el año 1969, para ser retirado en 1970 y sustituido por los equivalentes 304. El familiar y furgoneta continuaron siendo ofrecidos, junto con la berlina, hasta que la gama 204 fue retirada en 1976.
Aunque la tirada del modelo se prolongó por más de una década, el Peugeot 204 cambió muy poco durante ese tiempo: las primeras berlinas y familiares tenían un parachoques trasero dividido con la placa de matrícula fijada entremedio, un panel trasero plano y pequeñas luces traseras ovaladas. Para 1975, la rejilla frontal de acero inoxidable se sustituye por una rejilla de plástico negro de la misma forma general. La caja de cambios para vehículos con el volante a la derecha del Reino Unido se trasladó de la columna de dirección al piso.
El cupé y cabriolet fueron montados en el chasis del sedán con una distancia entre ejes más corta y una estructura más rígida. El cupé y cabriolet se fabricaron entre 1967-1970, siendo reemplazados por el 304, diferenciándose solamente por la parrilla delantera, los faros y el cofre.

Variantes:
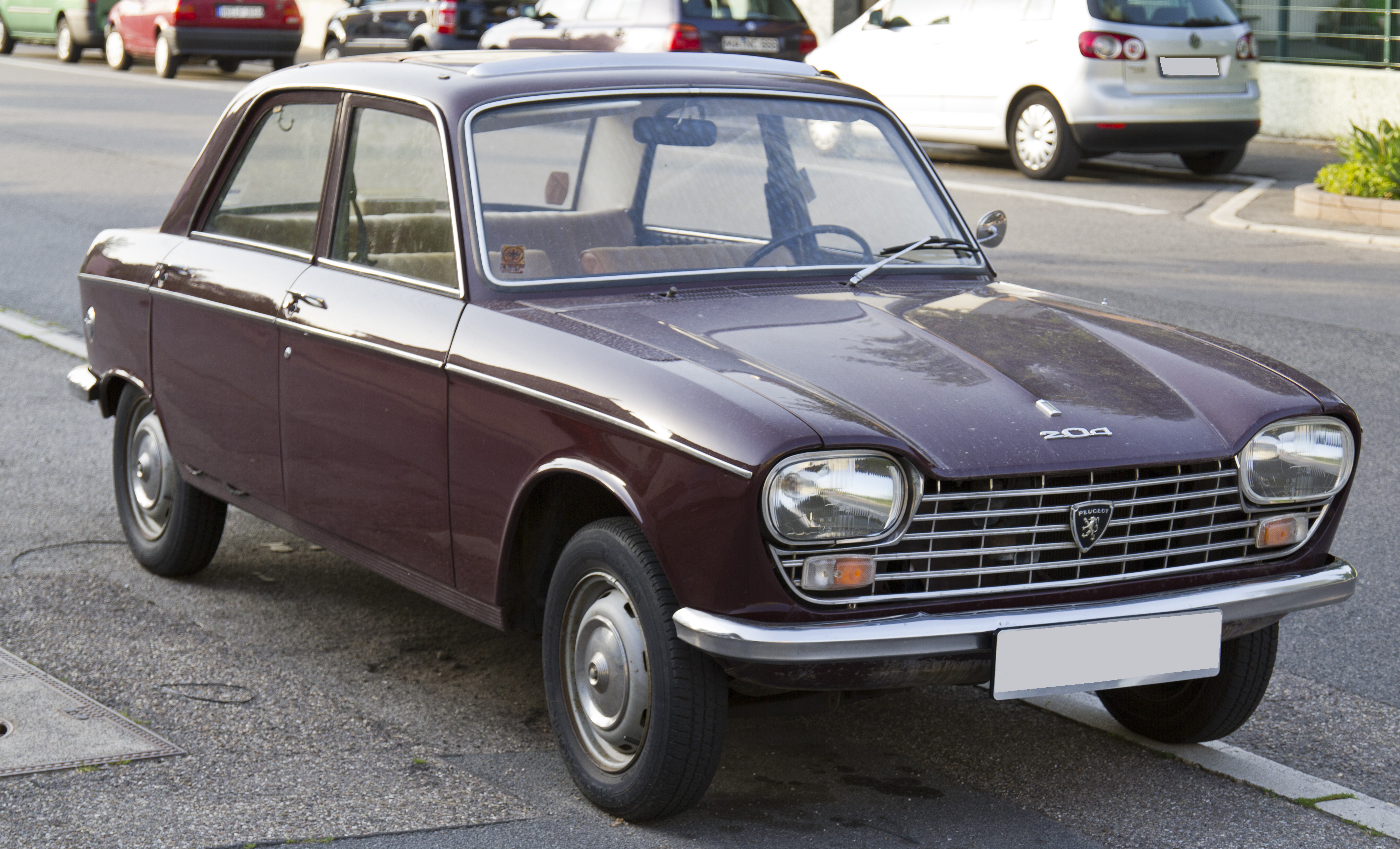
Sedán
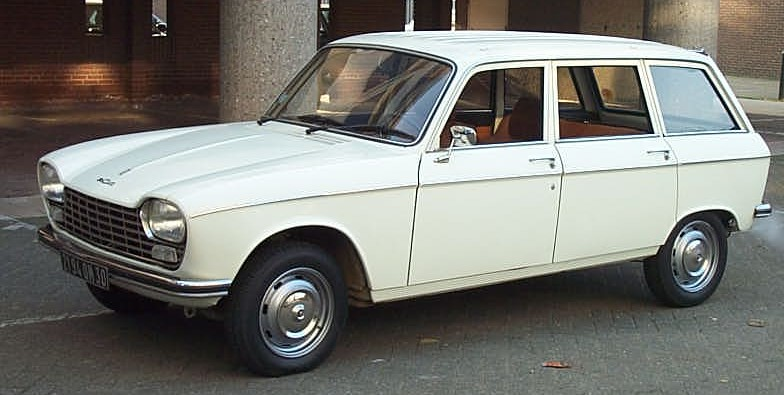
Familiar
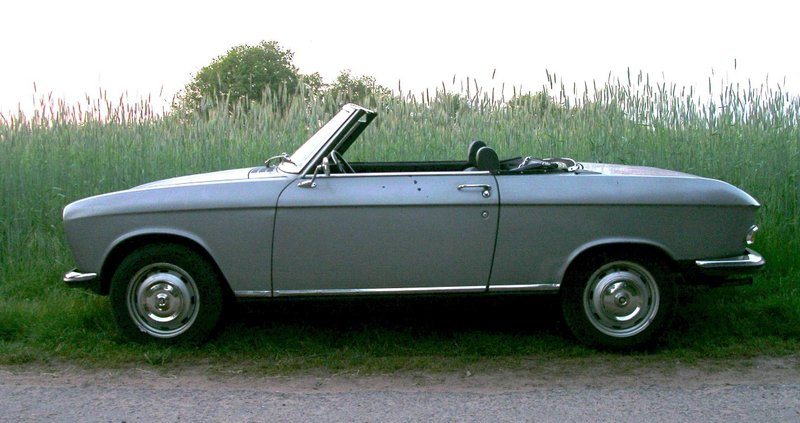
Descapotable
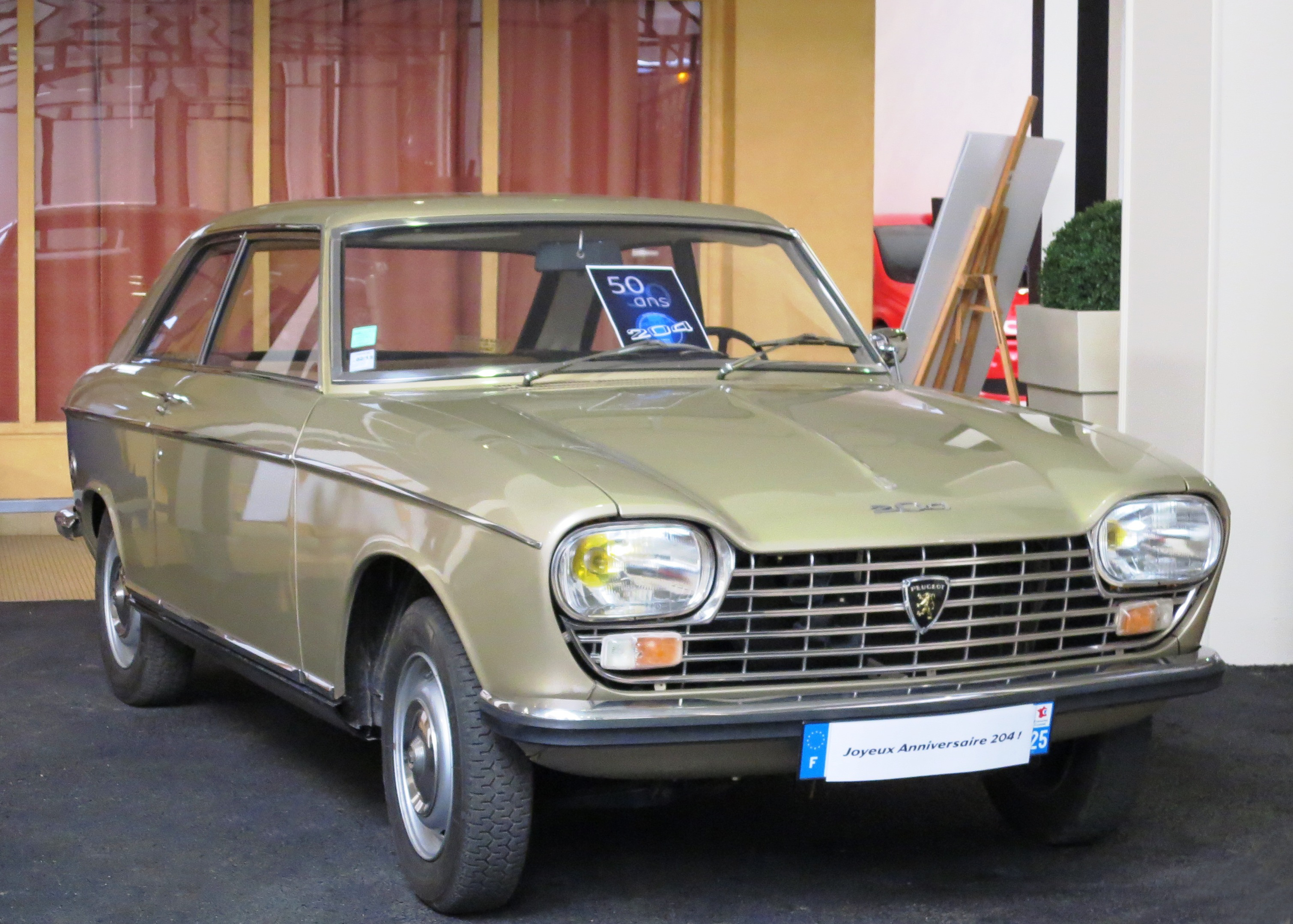
Cupé